# Outapi
Outapi (häufig auch noch nach alter Schreibweise Uutapi) ist seit 1998 Hauptstadt und Verwaltungssitz der Region Omusati in Namibia und hat 13.671 Einwohner (Stand 2023) auf einer Fläche von 27,6776 km². Sie liegt im gleichnamigen Wahlkreis.
Outapi hat seit 1997 den Status einer Stadt und gilt als die am schnellsten wachsende Stadt in Omusati.

## Klima
Outapi hat ein semiarides Klima (Steppenklima BSh, gemäß der Klimaklassifikation nach Köppen und Geiger), mit heißen Sommern und relativ milden Wintern (warme Tage und kalte Nächte). Der durchschnittliche jährliche Niederschlag betraegt etwa 470 mm; die Hauptniederschläge erfolgen im Sommer.

## Kommunalpolitik
Bei den Kommunalwahlen 2015 traten neben der SWAPO keine weiteren Parteien an, so dass diese alle sieben Sitze in der Lokalverwaltung gewann. Bei den Kommunalwahlen 2020 erhielt die SWAPO fünf Sitze (mit 721 Stimmen bzw. 66,03 %), zwei Sitze gingen erstmals an die IPC (mit 357 Stimmen bzw.  32,69 %).

## Wirtschaft und Infrastruktur

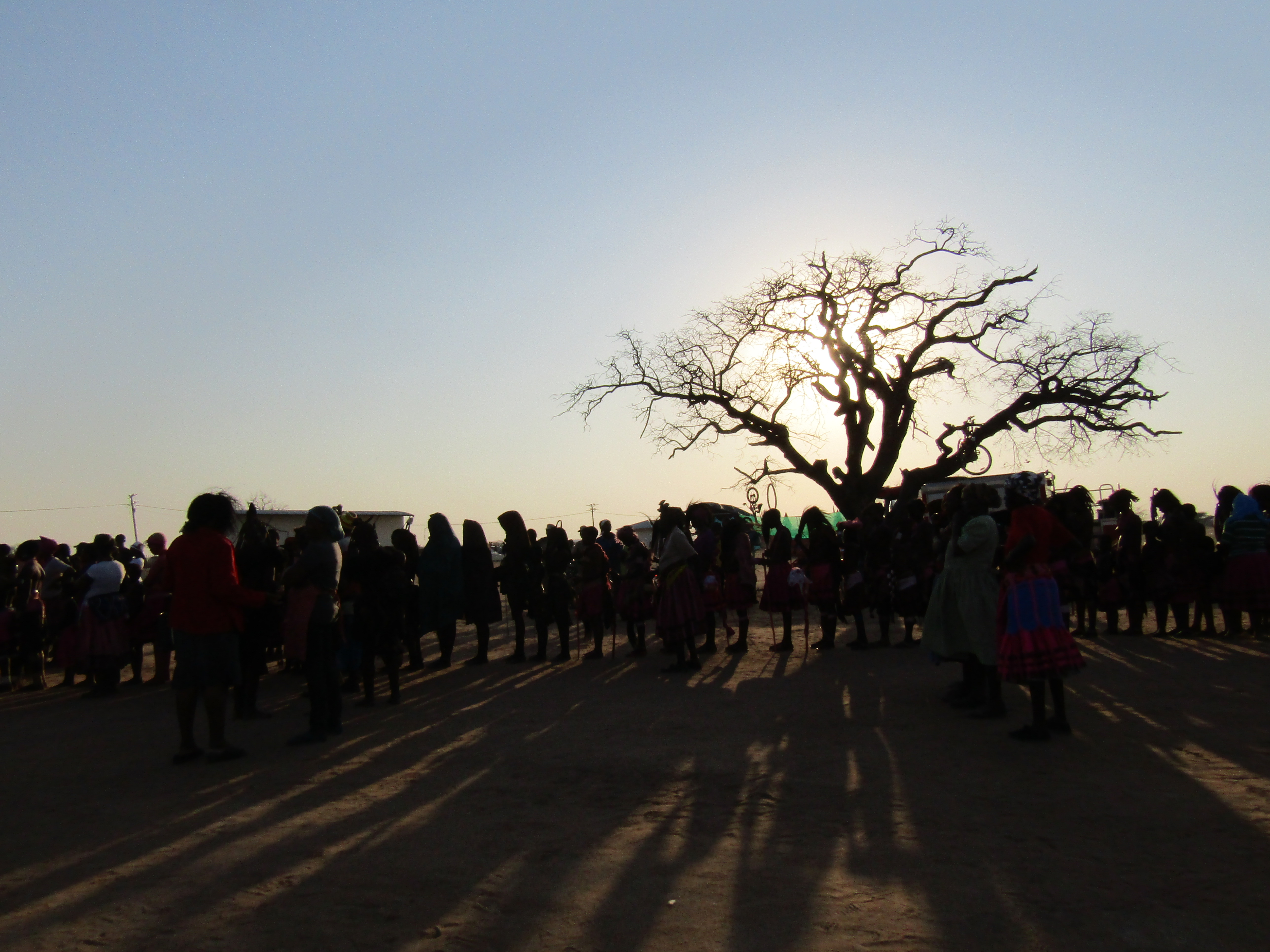
Olufuko-Initiationsmarsch

Outapi besitzt einen Flugplatz, ein Krankenhaus, einige Schulen sowie verschiedene Einzelhandelsgeschäfte. Es gibt Niederlassungen der drei großen Banken von Namibia sowie mehrere Hotels. Auf den beiden großen Märkten „Outapi Open Market“ und „Onhimbu Open Market“ befinden sich mehr als 300 Marktstände.
Seit dem Jahr 2012 findet in Outapi das Olufuko-Festival statt. Es handelt sich um eine Kombination einer Wirtschaftsmesse mit kulturellen Veranstaltungen, bei denen die Initiation junger Frauen gefeiert wird. Neben diversen Handwerks- und Marktständen finden sich auch sehr viele Gastronomiestände. Der frühere Präsident Sam Nujoma ist Schirmherr des Olufuko-Festivals.

## Sehenswürdigkeiten

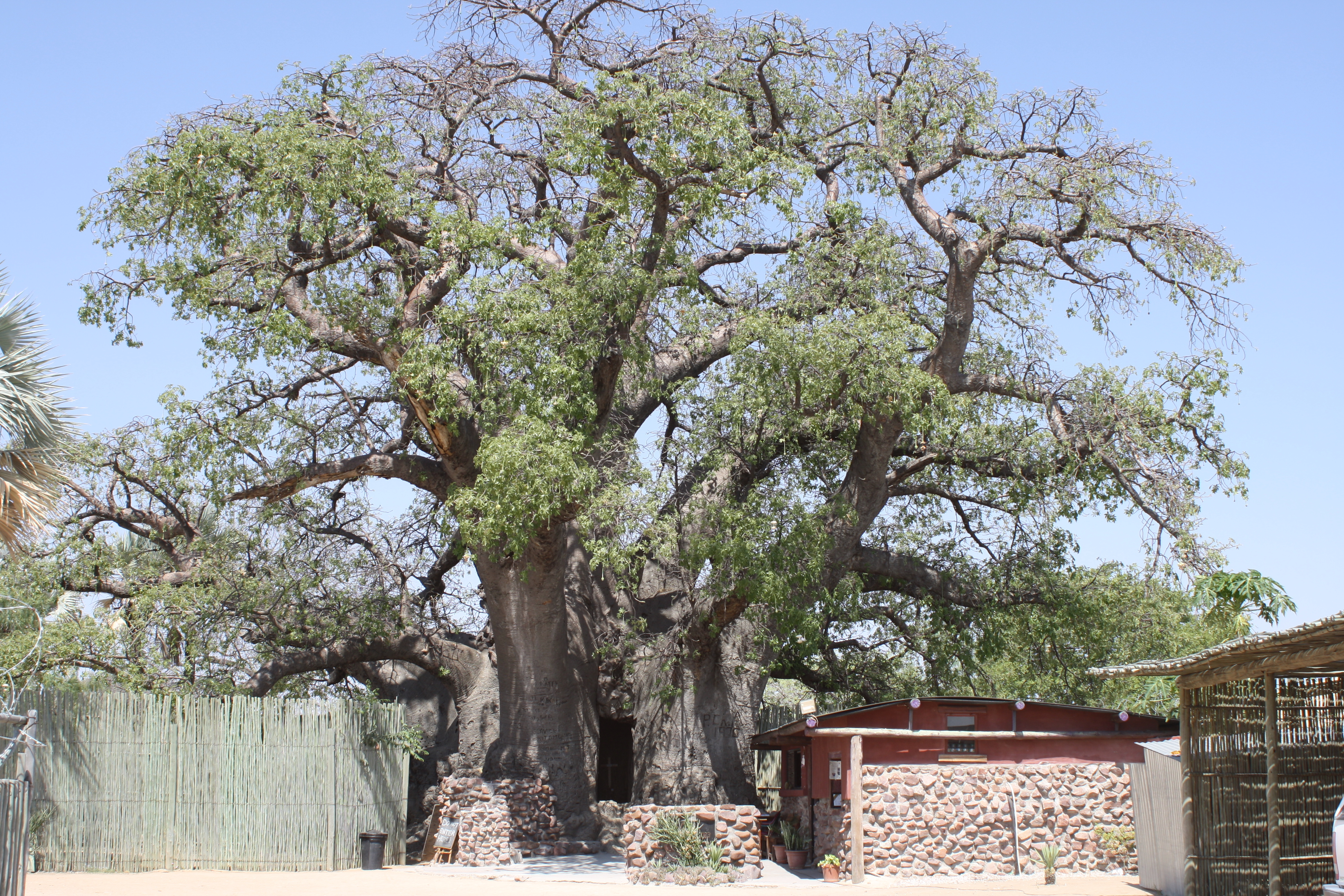
Ombalantu Baobab Baum

- Das Outapi War Museum befindet sich unterirdisch in der ehemaligen Base Ohatopi der südafrikanischen Armee[6]
- Der Ombalantu-Baobab, ein Nationaldenkmal, örtlich auch als Lebensbaum oder Omukwa waa Mbalantu bekannt, dessen mächtiger Stamm in der Vergangenheit als Postamt, Kapelle und Café genutzt wurde, besitzt einen Durchmesser von 26,5 Meter und eine Höhe von 28 Meter. Der Baobab-Baum (Adansonia digitata) soll 800 Jahre alt sein.[7]

## Städtepartnerschaften
- Yinchuan,  Volksrepublik China